# Josef Emil Kramuele
Josef Emil Kramuele (vlastním jménem Josef Emil Kramule, 13. ledna 1821 Praha – 28. března 1884 Praha) byl český divadelní herec, režisér, podnikatel a divadelní ředitel, významná postava rozvoje českého divadla a divadla v Čechách obecně. Od roku 1848 působil mimo jiné jako herec v souboru vedeného Josefem Kajetánem Tylem. Roku 1863 pak založil a vedl vlastní Kramuelovu hereckou společnost, jeden z prvních profesionálních souborů, které začaly uvádět divadelní představení také v češtině.

## Život

### Mládí
Narodil se v Praze. Již v mládí začal účinkovat pražských soukromých německy hrajících divadlech, například v Novém divadle v Růžové ulici vedeném Johannem Augustem Stögerem. V letech 1848 až 1851 byl Kramule členem Stavovského divadla, kde účinkoval jak v německých představeních, tak v česky hrající divadelní společnosti vedené dramatikem Josefem Kajetánem Tylem a Josefem Štanderou. Již zde zřejmě začal používat pozměněnou podobu svého příjmení Kramuele.

### Zöllnerova společnost

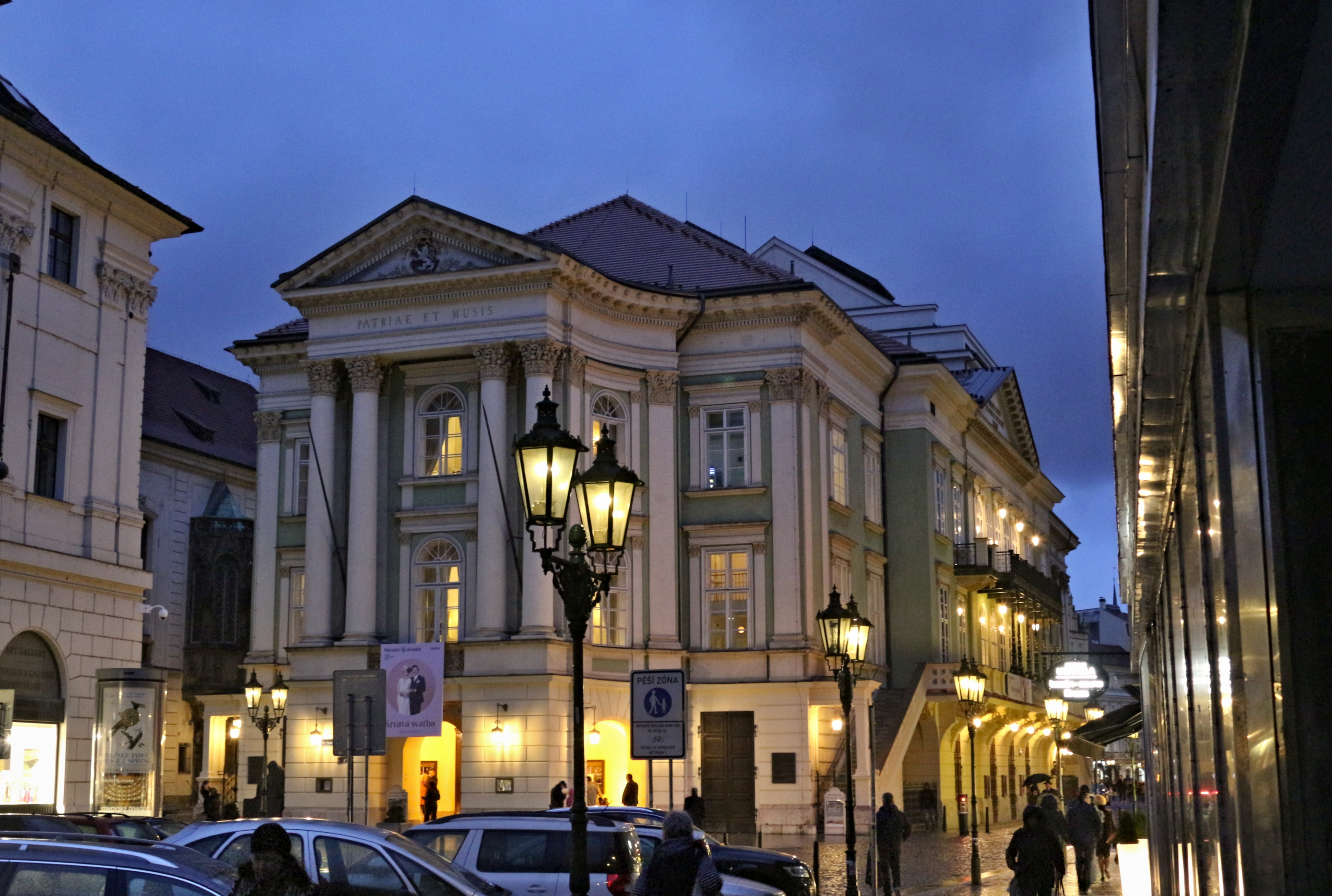
Stavovské divadlo, kde Kramuele herecky působil

Roku 1851 se přidal k Herecké společnosti Filipa Zöllnera působící především na území Čech a Moravy, která se ze Stavovského divadla vyčlenila a začala naplno kočovat. Finančně ji zajistil herec a režisér Filip Zöllner, Tyl vykonával funkci uměleckého vedoucího, Štandera zajišťoval technické a finanční vedení souboru. Členy hereckého souboru byli kromě Kramueleho, Zöllnera, Tyla a Štandery (v epizodních rolích) například Magdalena Forchheimová, František Krumlovský, Anna Forchheimová-Rajská , E. Rott, Josef Karel Chramosta, Antonín Mušek, František Josef Čížek, František Pokorný, později V. Svoboda, jako velmi mladý v zde působil též F. F. Šamberk, pozdější úspěšný dramatik. Roku 1853 nechal Zöllner pro svou společnost vystavět mohutnou dřevěnou divadelní arénu na Střelnici v Hradci Králové pro několik set diváků. Dramaturgie repertoáru byla orientována primárně na početné česky mluvící publikum ve městě.
Společnost odehrála řadu repríz inscenací dramat od dramaturga společnosti Tyla, dále Václava Klimenta Klicpery, Jana Nepomuka Štěpánka, F. B. Mikovce, Rodericha Benedixe, ale též například Friedricha Schillera. Soubor začal jako jeden z prvních nabízet profesionální představení v češtině a slavil velké komerční úspěchy. Výjimečně hrál představení také v němčině. Vyjížděl na až dvouměsíční turné, především ve východních, středních a jižních Čechách. V letech 1853 až 1856 hostoval postupně v Hradci Králové, Kutné Hoře, Mladé Boleslavi, Pardubicích, Čáslavi, Jičíně, Turnově, Hořicích, Chrudimi, Litomyšli, Mnichově Hradišti, Německém Brodě, Jindřichově Hradci, Českých Budějovicích, Třeboni, Vodňanech, Strakonicích, Příbrami a v Měšťanském divadle v Plzni. Během plzeňského hostování zde zemřel 11. července 1856 Josef Kajetán Tyl, klíčový člen souboru. Zöllner se ujal uměleckého a režijního vedení souboru osobně, ale především z důvodu nedostatečné znalosti češtiny byl za výsledky své práce kritizován a soubor dlouhodobě ztrácel uměleckou úroveň.

### Kramuelova společnost
Roku 1863 pak během hostováni v Plzni Zöllner zemřel. Kramuele následně založil vlastní divadelní společnost, do které přešli původní členové Zöllnerovy skupiny. Původní společnost pokračovala pod vedením vdovy Elišky Zöllnerové byla přejmenovana na Hereckou společnost Elišky Zöllnerové.
Hned v počátku se divadlo ocitlo na pokraji zániku vinou prusko-rakouské války roku 1866. Společnost uváděla hry v němčině a češtině, postupně začal převažovat český repertoár. Zpočátku své existence kočovala především po českých regionech v okolí Plzně, Tábora, Chrudimi a Čáslavi, s rostoucími úspěchy pak rozšířila svou působnost na celé území Čech a Moravy. V roce 1868 pak Kramuele vybudoval nedaleko výletního hostince Kravín na Královských Vinohradech (na rohu dnešní Slezské a Budečské ulice) postavil dřevěnou otevřenou arénu s kapacitou až 1000 diváků. Souborem prošla celá řada známých divadelních herců jako Eduard Vojan, Vendelín Budil, Jiří Bittner či Josef Viktor Suk. Soubor Kramuele vedl až do své smrti.

### Úmrtí
Josef Emil Kramuele zemřel 28. března 1884 v Praze na následky neúspěšné operace ruky po závažné zlomenině, kterou si přivodil při úrazu během zájezdu v Hořicích. Pohřben byl v hrobě na Olšanských hřbitovech.
Po jeho smrti převzal koncesi a vedení divadelní společnosti Kramuelův zeť Josef Viktor Suk.

### Rodinný život
Josef Emil Kramuele byl ženatý, měli spolu jednu dceru.